# شمعية رمادية زرقاء
شمعية رمادية زرقاء (الاسم العلمي:Cereus caesius) هي نوع من النباتات يتبع جنس الشمعية من الفصيلة الصبارية.